# Roses du Sud
Roses du Sud (en allemand Rosen aus dem Süden) est une célèbre valse écrite par Johann Strauss II en 1880, référencée sous l'opus 388.

valse 1

## Discographie
Liste non exhaustive des enregistrements sur ce titre.
- Gramophone
  - «Rosen aus dem Süden» G.C.-40224 (matrice 633x) joué par le 2e régiment de grenadiers de la Garde « empereur François » en mars 1902.